# إريك جانسون (دراج)
إريك جانسون (بالسويدية: Erik Jansson) مواليد 17 مايو 1907 في السويد - الوفاة 24 يوليو 1993 في أوبسالا، كان دراج سويدي. سبق أن شارك في دورة الألعاب الأولمبية الصيفية وفاز بميدالية أولمبية.

## الميداليات
| الميدالية | المسابقة                       |
| --------- | ------------------------------ |
| برونزية   | الألعاب الأولمبية الصيفية 1928 |

## روابط خارجية
- إريك جانسون على موقع أرشيف الدراجات (الإنجليزية)
- إريك جانسون على موقع إحصائيات الدراجات الإحترافية (الإنجليزية)
- إريك جانسون على موقع أوليمبيديا (الإنجليزية)
- إريك جانسون على موقع اللجنة الأولمبية السويدية (السويدية)
- profile